# Vitfläcksfliköga
Vitfläcksfliköga (Dyaphorophyia tonsa) är en fågel i familjen flikögon inom ordningen tättingar.

## Utbredning och systematik
Fågeln förekommer i skogar från södra Elfenbenskusten till Nigeria, Gabon och norra Demokratiska republiken Kongo. Den behandlas som monotypisk, det vill säga att den inte delas in i några underarter.

## Status
Naturvårdsunionen IUCN placerar den i hotkategorin livskraftig.